# Bisporella resinicola
Bisporella resinicola är en svampart som först beskrevs av Baranyay & A. Funk, och fick sitt nu gällande namn av S.E. Carp. & Seifert 1987. Bisporella resinicola ingår i släktet gulskålar, ordningen disksvampar, klassen Leotiomycetes, divisionen sporsäcksvampar och riket svampar.   Inga underarter finns listade i Catalogue of Life.